# مادوان العليا (سررود الشمالي)
مادوان العلیا (بالفارسية: مادوان علیا) هي قرية تقع في إيران في قسم سررود الشمالي الريفي. يقدر عدد سكانها بـ 7,109 نسمة .